# 哀皇后 (金)
哀皇后（あいこうごう、? - 1161年）は、金の廃帝海陵王の嫡母。遼王完顔宗幹の正妃。海陵王の即位後に皇太后とされた。姓は徒単氏（とぜんし）で、海陵王の皇后徒単氏と同族である。

## 生涯
天輔年間、遼王完顔宗幹の正妃となった。男子はいなかった。完顔宗幹の次男の迪古乃（後の海陵王）の生母は側室の大氏であった。
皇統9年（1149年）、海陵王が熙宗を殺害して自ら皇帝に即位するが、徒単氏はこの弑逆に驚愕し、祝いの言葉を述べなかったため、海陵王の怒りを買った。その後、徒単氏は大氏と共に皇太后となり、永寿宮と呼ばれた。同年、徒単氏の誕生日の祝宴が催され、大氏が側室の礼をとったが、徒単氏は大氏を無視して他の公主や貴婦と談笑した。海陵王は怒って退席し、徒単氏と談笑した者たちを鞭打とうとしたが、大氏が諫言して思いとどまらせた。
天徳4年（1152年）、海陵王は大氏を伴って中都へ遷都し、徒単氏は上京に残した。海陵王が皇族たちの粛清を進める中、徒単氏は自分の運命を既に覚悟し、海陵王の使節が来ると、必ず沐浴、更衣の儀を経て、最期を待った。大氏は徒単氏を気の毒に思い、貞元元年（1153年）4月に病死した際、徒単氏を迎還するよう遺言を残した。3年後の正隆元年（1156年）、海陵王は徒単氏を迎還した。表向きは孝事の意を表したものの、海陵王は徒単氏をますます憎むようになった。この頃、徒単氏の侍女の高福娘は寵幸を受け、海陵王の細作となった。高福娘の夫の特末哥も富貴を期待し、喜んで高福娘を支援した。
正隆6年（1161年）8月、海陵王は南宋討伐を企てた。徒単氏は諫言したが、海陵王に罵られた。その後、高福娘は海陵王に「皇太后は代王（海陵王の亡き異母兄の神土懣）の家族と通謀している」と密報した。海陵王は、徒単氏が僕散思恭（元は完顔宗幹の家臣）と通謀し、南宋討伐に乗じて自身の廃立を企んでいると疑い、徒単氏を殺害した上その遺体を焼き払い、遺灰を近くの河に投げ捨てた。徒単氏の妹・甥・友人・侍衛など約70人も共に処刑された。海陵王は高福娘を鄖国夫人に封じ、特末哥は沢州刺史に任じた上で「福娘を殴れば死んでもらう」と脅した。
大定2年（1162年）、世宗により高福娘と特末哥が処刑された。大定7年（1167年）、徒単氏は「哀」と諡された。大定20年（1180年）、遼王妃に追降された。『金史』には海陵嫡母徒単氏と記される。

## 伝記資料
- 『金史』